# Росохи (Логойський район)
Росохи — (біл. вёска Росохі), село (веска) в складі Логойського району розташоване в Мінській області Білорусі, підпорядковане Жовтневій сільській раді.
Село Росохи розташоване в центральних районах Білорусі, в північній частині Мінської області - орієнтовне розташування [Архівовано 23 червня 2007 у Wayback Machine.].